# Conchi Bellorín
Conchi Bellorin Naranjo (Badajoz, España, 4 de noviembre de 1980) es una judoka española. Figurando como campeona de España absoluta en el año 2009 y mejor deportista extremeña absoluta en 2010, así como única judoca extremeña olímpica por su participación en los Juegos Olímpicos de Londres 2012, es considerada una de los mayores exponentes del judo a nivel nacional.

## Biografía
Comenzó hacer judo con 12 años, en el Colegio Santa Teresa de Jesús, con el profesor Javier Linde. Fue tanta su pasión por este deporte que continuó con la práctica hasta que realizó el primer Campeonato de España Cadete, donde supo que quería dedicarse a la competición. A los 18 años viajó a Madrid, donde estuvo dos años en el Budokan, para posteriormente trasladarse a Alicante, bajo la tutela deportiva de la primera Campeona Olímpica Española en Barcelona 1992, Miriam Blasco. Allí estuvo 6 temporadas, en las que aprendió la esencia del judo competitivo, así como el sistema para lanzarse a la alta competición. Tras los seis años de entrenamiento, por motivos personales, se trasladó a Pamplona para continuar con su carrera deportiva en el Centro Nacional de Tecnificación Deportiva de Larrabide, teniendo como entrenadora a Yolanda Soler (bronce olímpico en Atlanta 1996). 
En Pamplona combinó sus entrenamientos y competiciones con 3 empleos (Decathlon, comedor de niños en un centro escolar y clases de judo infantil), algo que le supuso un obstáculo para alcanzar sus objetivos deportivos, por lo que decidió volver a casa coincidiendo con una nueva incorporación al equipo técnico de la Federación Extremeña de Judo y DA., Raquel Hernández, doctora en ciencias del deporte y entrenadora nacional. Junto a ella retomó el ritmo competitivo de forma progresiva, así como a estructurar su sistema, hasta que se proclamó Campeona de España Absoluta, y entró en el Equipo Nacional Absoluto para realizar diferentes torneos internacionales. En ellos Conchi obtendría el Oro en el Torneo Internacional de Málaga de 2009, Bronce en la World Cup de Lisboa, Bronce en el Grand Prix de Abu Dabhi, Quinta en el Grand Slam de Japón y su clasificación para el Grand Master Judo en Suwon (Corea).
Hasta abril de 2012 estuvo entrenando en el Centro Nacional de Tecnificación Deportiva de Cáceres, con su equipo técnico, por el objetivo de clasificarse para los Juegos Olímpicos de Londres 2012. Bellorín superó diferentes barreras políticas y económicas, y disfrutó de una sana aunque notoria rivalidad con la judoca más prestigiosa hasta el momento, Isabel Fernández, compitiendo con ella por la plaza olímpica en -57 kg., la cual finalmente se decantó por la extremeña.
La actuación en Londres fue rápida pero intensa, siendo eliminada en la primera ronda por judoca húngara Hedvig Karakas en un imprevisto. Conchi se adelantó en el marcador por un yuko después de un combate muy igualado, pero a falta de 12 segundos Karakas la sorprendió con un ippon directo, lo cual tuvo como consecuencia el final de la competición de Conchi.

## Actividades políticas
En julio, de 2015, es nombrada directora general de Deporte de la Consejería de Educación y Empleo, de la Junta de Extremadura.

## Campeonatos y logros
- 1 Open Británico 2009
- 3 World Cup Lisboa 2009
- 3 Grand Prix Abu Dhabi 2009
- 5 World Master de Corea 2010
- 7 Campeonato de Europa Absoluto 2010
- Campeonato de España Absoluta 2010
- 3 World Master de Bakú 2011(solo compiten las 16 mejores del ranking mundial)
- 5 Campeonato de Europa por Equipos 2011
- Mejor deportista Absoluta de Extremadura 2010
- Deportista ADO 2010, 2011 y 2012
- Representante de los deportistas Extremeños en la Gala del deporte de Extremadura 2010
- Saque de honor del CD Badajoz (futbol) 2010
- Mejor deportista de la Federación Extremeña de Judo y D.A 2010
- Madrina en la Gala del deporte de Villanueva de la Serena 2010
- Invitada de honor del C.Baloncesto del Mideba, en silla de ruedas 2011
- Madrina de la XIV Promoción de la Facultad de Ciencias del Deporte de Cáceres 2012
- Madrina en la Gala del deporte de la Albuera 2012
- Imagen del Club “Estudio Motriz Conchi Bellorin”